# Airbus Helicopters H160
L'Airbus Helicopters H160 (anteriormentX4) és un helicòpter utilitari de mida mitjana en curs de desenvolupament per Airbus Helicopters. Fou llançat formalment a la Heli-Expo d'Orlando (Estats Units) el 3 de març del 2015 i està dissenyat per substituir l'AS365 i l'EC155 en la gamma del fabricant. El primer vol de prova tingué lloc el juny del 2015. En un primer moment, estava previst que les primeres unitats es lliuressin als clients el 2018, però s'han retardat fins al 2019.